# Panchala tusta
Panchala tusta är en fjärilsart som beskrevs av De Nicéville 1886. Panchala tusta ingår i släktet Panchala och familjen juvelvingar. Inga underarter finns listade i Catalogue of Life.